# Київська організація Національної спілки письменників України
Київська організація Національної спілки письменників України — веде родовід від створеної під час німецької окупації Оленою Телігою Спілки українських письменників. Проте, фактичне утворення відбулося 25 лютого 1969. Об'єднує членів НСПУ — письменників міста Києва.

## Історія
У лютому 1969 організація нараховувала понад 500 письменників.
- Василь Козаченко був обраний першим головою (секретарем) організації, а Борис Олійник — його заступником. Для роботи осередку було відведене ліве крило Будинку письменників по вулиці Орджонікідзе (нині Банкова).

Наступними керівниками організації були:
- Юрій Збанацький — повторно переобраний в 1976.
- Юрій Мушкетик (відповідальним секретарем був Петро Осадчук). Вони багато зробили для вирішення побутових проблем і медичного обслуговування письменників.
- Микола Карпенко — очолював організацію кілька місяців з листопада 1986, залишив посаду через фронтові рани.
- Іван Драч — відпрацював дві каденції. 11 березня 1991 був обраний першим секретарем правління організації, а Олександр Божко — відповідальним секретарем. Пізніше, у вересні 1989, на установчому з'їзді Народного руху України Івана Драча обрали головою НРУ, згодом й народним депутатом.
- Степан Колесник — очолював організацію з квітня 1994 до січня 2000, а відповідальним секретарем був Олександр Шугай. За їхньої каденції був прийнятий новий статут організації, в якому замість першого секретаря була визначена посада голови КО НСПУ.
- Леонід Череватенко — очолив організацію в січні 2000.
- Анатолій Погрібний — став до керма в жовтні 2003, Василь Фольварочний був обраний його першим заступником. В той час їм прийшлося захищати приміщення спілки, яке хотіла відібрати тодішня влада.
- Віктор Баранов — очолив організацію з 2007.
- Михайло Сидоржевський — був керівником з 28 січня 2012 до 29 листопада 2014.
- Володимир Даниленко — з 24 січня 2015 до 26 лютого 2019.
- Марія Морозенко — з 26 лютого 2019 до 9 жовтня 2023.

## Структура

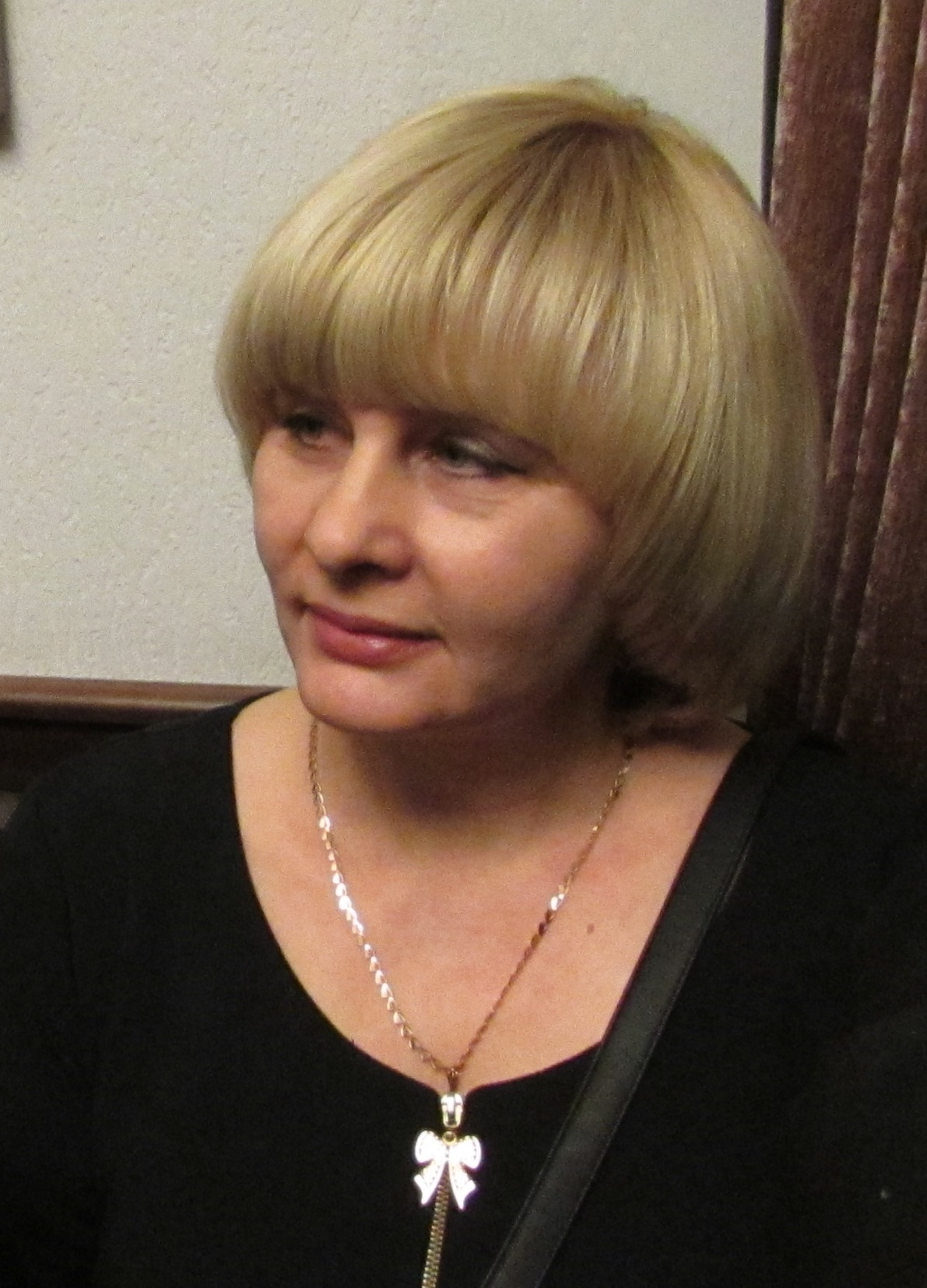
Тетяна Пишнюк (Фольварочна) — голова КО НСПУ

Тетяна Пишнюк (Фольварочна) — обрана головою на звітно-виборній конференції Київської організації НСПУ 27 лютого 2024, до того, з листопада 2023, в.о. голови організації.
Станом на 2024 в КО НСПУ близько 700 письменників. При спілці діють творчі об'єднання:
- поетів — очолює Станіслав Шевченко,
- прозаїків — Олександр Балабко (з 3 квітня 2024), до того — Василь Трубай,
- драматургів — Василь Неволов,
- критиків — Володимир Кузьменко,
- літератури для дітей — Ніна Вернигора,
- публіцистів — Володимир Петрук,
- перекладачів — Тарас Марусик,
- гумористів і сатириків — Павло Кущ,
- пригодників і фантастів — Андрій Дмитрук,

Приймальну комісію КО НСПУ очолює Леонід Петровський.

## КЛФ «Чумацький шлях»
З 2002 року при Комісії з фантастичної і пригодницької літератури та при Київській організації НСПУ діяв Клуб любителів фантастики «Чумацький шлях» (раніше самостійний, заснований 27 травня 2000 року). Головою клубу був Тимур Литовченко (1963—2021). Членами клубу були письменники Андрій Кисельов, Сусанна Черненко, Наталя Гайдамака, Олена Гриценко, Ірина Діденко, Ілля Новак (Андрій Левицький), Ігор Сокол, Веле Штилвелд. Деякі члени цього клубу були одночасно членами Творчої літературної лабораторії «Саламандра».
Клуб існував у форматі літературної студії і проводив збори раз на місяць.

## Тиждень київських письменників у Вікіпедії
В лютому 2023 КО НСПУ за підтримки громадських організацій «Вікімедіа Україна» і «Творча еліта України» в українській Вікіпедії був організований тиждень київських письменників, під час якого вікіпедія поповнилася більш як 50 статтями.

## Список членів організації

### Вибули
| Члени організації | Члени організації                                     | Члени організації | Члени організації           |
| №                 | ПІБ                                                   | Вступ             | Вибуття                     |
| ----------------- | ----------------------------------------------------- | ----------------- | --------------------------- |
| 1                 | Андрухів Дмитро Семенович                             | 04.12.1968        | 09.01.2009                  |
| 2                 | Аронов Гелій Юхимович                                 | 25.03.1997        | 04.05.2016                  |
| 3                 | Артамонова Віра Климівна                              | 20.04.1982        | 09.12.2016                  |
| 4                 | Артемчук Ігор Максимович                              | 07.02.2011        | 2018                        |
| 5                 | Астаф'єв Олександр Григорович                         | 16.06.1992        | 29.10.2020                  |
| 6                 | Бадзьо Юрій Васильович                                | 23.01.1996        | 01.09.2018                  |
| 7                 | Бакуменко Олександр Данилович                         | 30.06.2005        | 27.04.2023                  |
| 8                 | Баранов Віктор Федорович                              | 19.11.2011        | 30.07.2014                  |
| 9                 | Басарія Етері Федорівна                               | 22.01.1979        | 13.05.2013                  |
| 10                | Бахтинський Михайло Йосипович                         | 27.09.1990        | 23.04.2008                  |
| 11                | Бедзик Юрій Дмитрович                                 | 21.12.1957        | 17.08.2008                  |
| 12                | Біденко Микола Миколайович                            | 16.01.1997        | 02.02.2016                  |
| 13                | Біленко Анатолій Миколайович                          | 19.11.1986        | 2013                        |
| 14                | Ліна Біленька                                         | 13.06.1995        | 23.03.2025                  |
| 15                | Білик Іван Іванович                                   | 11.05.1967        | 27.11.2012                  |
| 16                | Білінський Володимир Броніславович                    | 25.06.2008        | 07.06.2022                  |
| 17                | Бойко Вадим Якович                                    | 11.01.1988        | 18.12.2019                  |
| 18                | Бойко Владислав Федорович                             | 19.09.1995        | 16.02.2015                  |
| 19                | Бойко Леонід Сергійович                               | 11.04.1975        | ????                        |
| 20                | Болабольченко Анатолій Андрійович                     | 28.09.1999        | 05.12.2016                  |
| 21                | Бондарчук Наталія Іллівна                             | 26.03.2003        | 14.04.2015                  |
| 22                | Босак Микола Володимирович                            | 29.09.1994        | 08.11.2018                  |
| 23                | Бровченко Володимир Якович                            | 27.03.1958        | 19.08.2013                  |
| 24                | Буйських Сергій Борисович                             | 03.03.2017        | 08.03.2020                  |
| 25                | Вайно (Бушан) Марія Едуардівна                        | 20.06.2003        | >Івано-Франківська ОО       |
| 26                | Вано Крюгер                                           | 15.02.2012        | вийшов?                     |
| 27                | Васильківський Олександр Олексійович                  | 07.12.1973        | ????                        |
| 28                | Василюк Володимир Тихонович                           | 17.05.1994        | 03.02.2021                  |
| 29                | Верещак Ярослав Миколайович                           | 26.12.1990        | 22.09.2019                  |
| 30                | Веркалець Михайло Миколайович                         | 29.05.1997        | 17.12.2009                  |
| 31                | Виноградський Віталій Михайлович                      | 27.11.1975        | 2012                        |
| 32                | Вишенський Станіслав Олександрович                    | 16.11.1990        | 03.04.2018                  |
| 33                | Віта Вікторія Антонівна                               | 26.04.1963        | ??.??.????                  |
| 34                | Влад Марія Миколаївна                                 | 14.04.1972        | 14.09.2017                  |
| 35                | Власенко Іван Микитович                               | 12.06.1973        | 20.12.2018                  |
| 36                | Волинський Кость Петрович                             | 27.12.1960        | 19.12.2007                  |
| 37                | Врублевська Валерія Василівна                         | 27.11.1976        | ????                        |
| 38                | Гаврош Олександр Дюлович                              | 19.05.2011        | виїхав? вийшов?             |
| 39                | Гальчинська-Куліш Віра Михайлівна                     | 21.10.2005        | ????                        |
| 40                | Гаман Віктор Пантелійович                             | 11.11.1976        | 25.01.2015                  |
| 41                | Гандзюра Петро Полікарпович                           | 10.10.1963        | 10.02.2011                  |
| 42                | Герасимчук Лесь Аврамович                             | 15.02.2012        | 12.06.2021                  |
| 43                | Герман Оксана Русланівна                              | 15.02.2012        | ????                        |
| 44                | Глушко Олександр Кіндратович                          | 20.04.1982        | 01.03.2025                  |
| 45                | Гнатюк Людмила Петрівна                               | 04.04.2000        | 20.01.2015                  |
| 46                | Голіней Роман Юрійович                                | 27.04.2004        | ????                        |
| 47                | Горева Євгенія Антонівна                              | 19.11.1986        | 15.05.2022                  |
| 48                | Горловий Михайло Петрович                             | 22.09.1998        | 31.03.2024                  |
| 49                | Горобець Олександр Олександрович                      | 23.10.2004        | 21.03.2025                  |
| 50                | Гоцуленко Володимир Миколайович                       | 15.03.1976        | 23.03.2015                  |
| 51                | Гоян Ярема Петрович                                   | 11.12.1984        | 28.09.2018                  |
| 52                | Гречанюк Сергій Степанович                            | 11.01.1988        | 07.03.2017                  |
| 53                | Григорів Михайло Семенович                            | 19.11.1986        | 03.01.2016                  |
| 54                | Гримич Віль Григорович                                | 07.05.1966        | 02.10.2016                  |
| 55                | Гриненко Галина Олександрівна                         | 10.10.1963        | 14.12.2013                  |
| 56                | Гринів Олег Іванович                                  | 27.04.2004        | 18.04.2021                  |
| 57                | Гриценко Олександр Андрійович                         | 05.02.1991        | 03.04.2020                  |
| 58                | Грязнов Олександр Андрійович                          | 04.06.2009        | 11.06.2021                  |
| 59                | Гуменюк Марія Василівна                               | 06.03.1990        | ????                        |
| 60                | Гунько Олександр Петрович                             | 09.12.2002        | ????                        |
| 61                | Гуріненко Петро Володимирович                         | 11.02.1960        | 30.04.2010                  |
| 62                | Давиденко Леонід Миколайович                          | 28.11.1988        | 11.01.2016                  |
| 63                | Дан (Занузданова) Анастасія Едуардівна                | 15.10.2014        | >Вінницька ОО               |
| 64                | Даниленко Володимир Григорович                        | 29.05.1997        | виключено з лав             |
| 65                | Демченко Ніна Михайлівна                              | 27.04.2004        | ????                        |
| 66                | Дзира Ярослав Іванович                                | 5.02.1991         | 21.08.2009                  |
| 67                | Дзюба Іван Михайлович                                 | 21.11.1980        | 22.02.2022                  |
| 68                | Дімаров Анатолій Андрійович                           | 15.10.1949        | 29.06.2014                  |
| 69                | Дмитренко Олексій Максимович                          | 16.03.1971        | 08.11.2009                  |
| 70                | Дмитренко Юлія Миколаївна                             | 27.04.2004        | ??                          |
| 71                | Довгий Олексій Прокопович                             | 12.01.1971        | 07.10.2017                  |
| 72                | Довжик Василь Михайлович                              | 30.05.1980        | 30.05.2022                  |
| 73                | Донич Іван Костянтинович                              | 02.09.2003        | >Київська ОО                |
| 74                | Дончик Віталій Григорович                             | 25.06.1965        | 18.11.2017                  |
| 75                | Доріченко Олесь Васильович                            | 09.12.1974        | 2020                        |
| 76                | Дорошкевич Євген Францевич                            | 25.12.2006        | 04.07.2009                  |
| 77                | Доценко Ростислав Іванович                            | 19.12.1986        | 24.10.2012                  |
| 78                | Драч Іван Федорович                                   | 20.03.1962        | 19.06.2018                  |
| 79                | Дробот Василь Леонідович                              | 19.09.1995        | 18.06.2020                  |
| 80                | Дубина Микола Іванович                                | 14.12.1976        | 13.01.2017                  |
| 81                | Дудінова Галина Євгенівна (Голіцина Галина Євгенівна) | 23.04.1998        | ????                        |
| 82                | Дуркевич Микола Михайлович                            | 13.06.1995        | 23.10.2021                  |
| 83                | Дяченко Кость Іванович                                | 1976              | 25.11.2006                  |
| 84                | Дяченко Сергій Сергійович                             | 18.06.1998        | 05.05.2022                  |
| 85                | Єрмолова Валентина Іванівна                           | 01.05.1979        | 19.02.2023                  |
| 86                | Женченко Віктор Васильович                            | 27.11.1975        | 28.10.2021                  |
| 87                | Жердинівська Маргарита Ісаківна                       | 07.09.1990        | 10.09.2015                  |
| 88                | Жиленко Ірина Володимирівна                           | 11.05.1967        | 03.08.2013                  |
| 89                | Житник Володимир Костянтинович                        | 30.05.1980        | 07.11.2010                  |
| 90                | Жолдак Богдан Олексійович                             | 05.02.1993        | 31.10.2018                  |
| 91                | Жолоб Світлана Костянтинівна                          | 30.05.1983        | 10.05.2011                  |
| 92                | Забазнова Галина Опанасівна                           | 19.10.1987        | 24.07.2014                  |
| 93                | Завгородній Юрій Степанович                           | 25.01.1994        | 30.08.2012                  |
| 94                | Загребельний Павло Архипович                          | 14.04.1953        | 03.02.2009                  |
| 95                | Запорожець Валентина Григорівна                       | 19.03.1991        | 27.11.2015                  |
| 96                | Затонський Дмитро Володимирович                       | 11.02.1960        | 05.06.2009                  |
| 97                | Земляний Володимир Михайлович                         | 27.04.2004        | 23.11.2020                  |
| 98                | Зінкевич Осип Степанович                              | 29.09.1994        | 18.09.2017                  |
| 99                | Зінчук Станіслав Сергійович                           | 07.12.1973        | 29.01.2010                  |
| 100               | Золотоноша Лілія Анатоліївна                          | 24.12.2003        | 08.12.2023                  |
| 101               | Ігнатенко Ганна Георгіївна                            | 27.03.1984        | 17.02.2008                  |
| 102               | Іконников Володимир Миколайович                       | 17.05.1994        | 07.03.2011                  |
| 103               | Ілляшенко Василь Васильович                           | 05.02.1991        | 29.11.2014                  |
| 104               | Ільїн Володимир Георгійович                           | 25.04.2013        | 20.01.2016                  |
| 105               | Іщенко Микола Григорович                              | 02.09.1960        | 20.01.2013                  |
| 106               | Йовенко Світлана Андріївна                            | 11.04.1975        | 07.11.2021                  |
| 107               | Кабалюк Микола Тимофійович                            | 28.12.1988        | 09.01.2009                  |
| 108               | Каверін Юрій Валентинович                             | 17.02.2004        | 17.09.2014                  |
| 109               | Кагарлицький Микола Феодосійович                      | 28.02.1985        | 02.09.2015                  |
| 110               | Калитко Катерина Олександрівна                        | 06.06.2000        | втратила зв'язок            |
| 111               | Калюжна Галина Михайлівна                             | 28.01.1999        | 17.03.2011                  |
| 112               | Камінчук Анатолій Семенович                           | 27.02.1978        | 01.12.2021                  |
| 113               | Канигін Юрій Михайлович                               | 06.06.2000        | ????                        |
| 114               | Канівець Володимир Васильович                         | 1958              | 19.03.2017                  |
| 115               | Карпенко Микола Іванович                              | 16.10.1964        | 12.06.2007                  |
| 116               | Карпов Євген Васильович                               | 11.11.1960        |                             |
| 117               | Каунов Станіслав Якович                               | 16.10.2013        | ??.??.????                  |
| 118               | Каширіна Лариса Сергіївна                             | 15.04.1983        | 11.09.2007                  |
| 119               | Келар Степан Пилипович                                | 17.02.1998        | 07.10.2018                  |
| 120               | Кириленко Валентин Петрович                           | 20.05.2005        | 25.01.2009                  |
| 121               | Кленц Володимир Броніславович                         | 25.03.1999        | 05.03.2007                  |
| 122               | Клименко Леся Михайлівна                              | 12.09.1983        | 13.01.2012                  |
| 123               | Климчук Олександр Олександрович                       | 19.03.1991        | 07.07.2015                  |
| 124               | Коваль Сергій Васильович                              | 04.06.2009        | 14.06.2024                  |
| 125               | Ковтун Володимир Гаврилович                           | 25.02.1992        | 10.01.2021                  |
| 126               | Колесник Степан Павлович                              | 12.08.1969        | 21.04.2024                  |
| 127               | Колісник Григорій Андрійович                          | 30.10.1964        | 22.02.2011                  |
| 128               | Колодійчук Євген Сергійович                           | 31.05.1985        | 20.07.2010                  |
| 129               | Коломієць Володимир Родіонович                        | 14.06.1962        | 24.08.2017                  |
| 130               | Коломієць Тамара Опанасівна                           | 18.10.1956        | 21.08.2023                  |
| 131               | Комар Борис Панасович                                 | 26.06.1958        | 25.01.2018                  |
| 132               | Кондратюк Андрій Іванович                             | 26.12.1990        | 02.02.2019                  |
| 133               | Кононенко Євгенія Анатоліївна                         | 30.09.1997        | ????                        |
| 134               | Кононенко Петро Петрович                              | 23.11.1971        | 28.02.2024                  |
| 135               | Коптілов Віктор Вікторович                            | 18.01.1974        | 19.02.2009                  |
| 136               | Корбач Іван Михайлович                                | 27.05.2002        | 18.07.2014                  |
| 137               | Королів (Корольов) Адлер Степанович                   | 25.03.1999        | 08.11.2020                  |
| 138               | Корунець Ілько Вакулович                              | 26.12.1990        | 18.11.2018                  |
| 139               | Косів Михайло Васильович                              | 1987              | ????                        |
| 140               | Костенко Павло Феодосійович                           | 17.02.2004        | ????                        |
| 141               | Коцюбинська Михайлина Хомівна                         | 17.01.1990        | 07.01.2011                  |
| 142               | Краснощок Юрій Іванович                               | 27.05.2002        | 23.09.2009                  |
| 143               | Крутікова Ніна Євгенівна                              | 14.04.1959        | 17.04.2008                  |
| 144               | Кулиняк Данило Іванович                               | 29.05.1987        | 06.01.2016                  |
| 145               | Курашкевич Кирило Володимирович                       | 16.03.1967        | 16.01.2010                  |
| 146               | Куштенко Іван Федорович                               | 12.01.1971        | 05.11.2017                  |
| 147               | Лабінський Микола Гнатович                            | 14.05.1996        | 19.06.2019                  |
| 148               | Лаврова Тетяна Вікторівна                             | 27.04.2004        | ????                        |
| 149               | Лещенко Мирослава Пилипівна                           | 14.12.1975        | 17.03.2011                  |
| 150               | Лисенко Василь Олександрович                          | 12.01.1971        | 21.11.2016                  |
| 151               | Лисенко Юрій Макарович                                | 1969              | 10.01.2007                  |
| 152               | Лисюк Панас Павлович                                  | 18.09.1954        | 30.09.2012                  |
| 153               | Литвин Микола Степанович                              | 11.01.1988        | 20.02.2020                  |
| 154               | Литвин Степан Михайлович                              | 26.11.1959        | 02.07.2019                  |
| 155               | Литовченко Тимур Іванович                             | 29.05.1997        | 29.10.2021                  |
| 156               | Лишега Олег Богданович                                | 25.02.1992        | 17.12.2014                  |
| 157               | Логвин Юрій Григорович                                | 03.04.1970        | 22.05.2019                  |
| 158               | Логвиненко-Славута Анатолій Андрійович                | 11.11.1976        | 20.08.2012                  |
| 159               | Логвиненко Олексій Потапович                          | 01.07.1982        | 18.01.2016                  |
| 160               | Логунова Інна Анатоліївна                             | 27.04.2004        | 27.04.2011                  |
| 161               | Лук'яненко Левко Григорович                           | 27.05.2002        | 07.07.2018                  |
| 162               | Лук'яненко Олександр Петрович                         | 14.12.1976        | 28.07.2007                  |
| 163               | Лупій Олесь Васильович                                | 20.06.1963        | 14.08.2022                  |
| 164               | Лященко Олеся Анатоліївна                             | 25.01.2000        | >Вінницька ОО у серпні 2014 |
| 165               | Мазоре Ілля Трохимович                                | 05.02.1991        | 12.06.2024                  |
| 166               | Майоров-Остополов Володимир Володимирович             | 29.05.2006        | ????                        |
| 167               | Макаров Анатолій Миколайович                          | 11.05.1967        | 04.12.2015                  |
| 168               | Максимейко Олексій Іванович                           | 20.12.1978        | 17.03.2010                  |
| 169               | Максименко Лілія Олександрівна                        | 03.12.2015        | 22.11.2023                  |
| 170               | Маландій Олександр Миколайович                        | 25.05.1984        | ????                        |
| 171               | Малахута Микола Данилович                             | 1970              | >Луганська ОО               |
| 172               | Маленький Ігор Мирославович                           | 17.04.1989        | 25.02.2018                  |
| 173               | Малишевський Ігор Юрійович                            | 01.07.1982        | 15.05.2015                  |
| 174               | Марсюк Василь Андрійович                              | 28.05.1978        | 04.05.2025                  |
| 175               | Марусик Петро Іванович                                | 23.04.1998        | 12.01.2008                  |
| 176               | Мащенко Микола Павлович                               | 09.12.1993        | 02.05.2013                  |
| 177               | Медуниця Михайло Михайлович                           | 19.11.1982        | 07.08.2009                  |
| 178               | Медущенко-Кривенко Олена Володимирівна                | 27.02.1978        | 31.08.2019                  |
| 179               | Мельниченко Тамара Йосипівна                          | 01.12.1987        | 23.02.2009                  |
| 180               | Микитенко Олег Іванович                               | 17.11.1964        | 26.10.2020                  |
| 181               | Михайленко Анатолій Григорович                        | 22.01.1981        | 08.06.2007                  |
| 182               | Міняйло Віктор Олександрович                          | 14.09.1961        | 25.11.2018                  |
| 183               | Мірошниченко Микола Миколайович                       | 29.05.1997        | 07.07.2009                  |
| 184               | Мірошниченко Олександр Анатолійович                   | 20.12.1978        | ????                        |
| 185               | Міщенко Володимир Іванович                            | 20.04.1982        | 18.06.2008                  |
| 186               | Міщенко Дмитро Олексійович                            | 23.02.1956        | 04.04.2016                  |
| 187               | Могильний Аттила Вікторович                           | 05.06.1989        | 03.09.2008                  |
| 188               | Мокровольський Олександр Миколайович                  | 22.01.1981        | 22.12.2023                  |
| 189               | Молякевич Дмитро Панасович                            | 06.12.1962        | ????                        |
| 190               | Мордань Володимир Григорович                          | 07.05.1966        | 05.02.2017                  |
| 191               | Моренець Володимир Пилипович                          | 30.05.1983        | 28.06.2021                  |
| 192               | Мороз Анатолій Трохимович                             | 22.11.1955        | 11.08.2017                  |
| 193               | Мороз Марія Миколаївна                                | 29.05.2006        | 09.10.2023                  |
| 194               | Мошуренко Василь Петрович                             | 03.12.2015        | 14.06.2018                  |
| 195               | Мушкетик Юрій Михайлович                              | 11.11.1954        | 06.06.2019                  |
| 196               | Непокупний Анатолій Павлович 1932-2006                | 1990              | 25.10.2006                  |
| 197               | Нестайко Всеволод Зіновійович                         | 26.06.1958        | 16.08.2014                  |
| 198               | Нечипоренко Валерій Петрович                          | 16.04.1992        | 27.03.2011                  |
| 199               | Нещерет Тетяна Іванівна                               | 31.10.1994        | 06.01.2007                  |
| 200               | Нижник Ігор Йосипович                                 | 02.05.1968        | 28.09.2013                  |
| 201               | Новикова Лідія Василівна                              | 21.10.2005        | 28.06.2016                  |
| 202               | Олександренко Дмитро Миколайович                      | 14.12.1979        | ????                        |
| 203               | Олійник Борис Ілліч                                   | 01.02.1963        | 30.04.2017                  |
| 204               | Омелянчук Василь Григорович 1940-2010                 | 1998              | 11.01.2010                  |
| 205               | Онкович Дмитро Юліанович                              | 18.11.1977        | 20.09.2011                  |
| 206               | Орлова Надія Павлівна                                 | 18.01.1974        | 12.05.2010                  |
| 207               | Осадчук Петро Ілліч                                   | 09.06.1970        | 08.10.2014                  |
| 208               | Осипчук-Сковорода Володимир Семенович                 | 16.05.1995        | 16.06.2024                  |
| 209               | Очеретний Олександр Дмитрович                         | 09.05.1963        | 14.10.2021                  |
| 210               | Павличко Дмитро Васильович                            | 19.03.1954        | 29.01.2023                  |
| 211               | Павлів Йосип Петрович                                 | 15.04.1987        | 10.11.2008                  |
| 212               | Павловський Віталій Андрійович                        | 2000              | 01.04.2025                  |
| 213               | Павловський Станіслав Степанович                      | 31.05.1985        | 21.03.2009                  |
| 214               | Павлюк Ігор Зиновійович                               | 16.01.1997        | вийшов?                     |
| 215               | Панченко Володимир Євгенович                          | 31.05.1979        | 14.10.2019                  |
| 216               | Пасемко Іван Петрович                                 | 03.12.2015.       | 25.07.2019                  |
| 217               | Пасько Володимир Васильович                           | 2002              | 29.08.2014                  |
| 218               | Перепадя Анатолій Олексійович                         | 11.01.1988        | 07.06.2008                  |
| 219               | Петров Федір Васильович                               | 23.01.1964        | 23.07.2009                  |
| 220               | Петровська Галина Іванівна                            | 26.12.1990        | 15.02.2022                  |
| 221               | Пінчук Степан Петрович                                | 02.11.1965        | 07.02.2012                  |
| 222               | Плавенчук Олена Павлівна                              | 28.09.1999        | >Київська ОО                |
| 223               | Плачинда Сергій Петрович                              | 02.09.1960        | 07.09.2013                  |
| 224               | Погорілов Станіслав Станіславович                     | 29.05.1997        | ????                        |
| 225               | Погрібний Анатолій Григорович                         | 27.03.1984        | 09.10.2007                  |
| 226               | Подолян Микола Петрович                               | 27.01.1956        | 21.05.2012                  |
| 227               | Поліщук Борис Миколайович                             | 27.03.1984        | 10.02.2011                  |
| 228               | Пономарів Олександр Данилович                         | 23.03.1993        | 14.10.2020                  |
| 229               | Попович Євген Оксентович                              | 21.05.1968        | 06.07.2007                  |
| 230               | Портяк Василь Васильович                              | 25.04.1984        | 02.03.2019                  |
| 231               | Потапова Алла В'ячеславівна                           | 01.07.1982        | 14.07.2021                  |
| 232               | Пригорницький Юрій Григорович                         | 16.11.1990        | 18.05.2017                  |
| 233               | Прохоренко Анатолій Григорович                        | 14.09.2004        | 07.08.2007                  |
| 234               | Прудник Михайло Васильович                            | 29.05.1987        | 06.08.2021                  |
| 235               | П'янов Володимир Якович 1921-2006                     | 1950              | 10.12.2006                  |
| 236               | Радимир Олексій Валерійович                           | 27.04.2004        | ????                        |
| 237               | Рассипаєв В'ячеслав Михайлович                        | 26.06.2002        | ? вийшов                    |
| 238               | Решетилов Вадим Григорович                            | 09.12.1974        | ????                        |
| 239               | Романовський Олексій Корнійович                       | 02.03.1966        | 02.11.2014                  |
| 240               | Росоховатський Ігор Маркович                          | 20.04.1982        | 08.06.2015                  |
| 241               | Рубан Василь Федорович                                | 17.01.1990        | 19.11.2017                  |
| 242               | Рудницький Микола Іванович                            | 15.02.2012        | ????                        |
| 243               | Савків Станіслав Васильович                           | 17.01.1995        | ????                        |
| 244               | Салій Іван Миколайович                                | 18.10.2018        | 26.09.2020                  |
| 245               | Сапеляк Степан Євстахійович                           | 19.03.1991        | 01.02.2012                  |
| 246               | Саталкіна Емілія Іллівна                              | 13.06.1995        | 2007                        |
| 247               | Святовець Віталій Федорович                           | 26.05.1993        | 04.12.2017                  |
| 248               | Семененко Володимир Анатолійович                      | НСПУ              | ????                        |
| 249               | Сенюк Ольга Дмитрівна                                 | 02.03.1966        | 01.06.2019                  |
| 250               | Сергійчук Тарас Іванович                              | 21.03.1996        | 27.02.2019                  |
| 251               | Сердюк Юрій Олександрович                             | 02.03.1966        | 02.08.2021                  |
| 252               | Сивокінь Григорій Матвійович                          | 07.05.1966        | 09.12.2014                  |
| 253               | Сизоненко Олександр Олександрович                     | 07.06.1952        | 13.09.2018                  |
| 254               | Сингаївський Микола Федорович                         | 20.03.1962        | 22.02.2013                  |
| 255               | Синиченко Олексій Пантелійович                        | 11.06.1965        | 15.05.2024                  |
| 256               | Сичевський Василь Павлович                            | 10.10.1963        | 05.04.2013                  |
| 257               | Січовик Ігор Прокопович                               | 22.01.1979        | 12.10.2021                  |
| 258               | Скалій Раїса Дмитрівна                                | 16.06.1992        | 28.01.2019                  |
| 259               | Складанний Іван Петрович                              | 28.01.1999        | 16.06.2008                  |
| 260               | Скомаровський Вадим Петрович                          | 19.12.1963        | 11.12.2020                  |
| 261               | Скрипник Анатолій Миколайович                         | 31.05.1985        | 28.09.2008                  |
| 262               | Слабошпицький Михайло Федотович                       | 31.05.1979        | 30.05.2021                  |
| 263               | Сливинський Орест Миколайович                         | 17.01.1990        | 23.06.2017                  |
| 264               | Слов'янова Марина Павлівна                            | 16.04.1992        | 26.07.2016                  |
| 265               | Соловей Василь Федорович                              | 29.03.2001        | 23.08.2024                  |
| 266               | Сологуб Василь Павлович                               | 26.06.1958        | 26.12.2008                  |
| 267               | Сом Микола Данилович                                  | 04.12.1958        | 27.03.2013                  |
| 268               | Сопільник Анатолій Миколайович                        | 1999              | ????                        |
| 269               | Сорока Микола Олексійович                             | 29.05.1987        | 07.12.2017                  |
| 270               | Списаренко Борис Дмитрович                            | 19.09.1995        | 12.01.2008                  |
| 271               | Сподаренко Іван Васильович                            | 11.12.1984        | 17.12.2009                  |
| 272               | Старчевський Борис Георгійович                        | 28.01.1999        | ????                        |
| 273               | Стеблина Микола Федотович                             | 14.12.1976        | 12.01.2011                  |
| 274               | Степанов Федір Федорович (письменник)                 | 1994              | 31.12.2017                  |
| 275               | Степанюк Борислав Павлович                            | 01.12.1948        | 12.05.2007                  |
| 276               | Страшенко Ольга Іванівна                              | 29.05.1997        | 27.10.2015                  |
| 277               | Стрічан Іван Григорович                               | 21.03.1996        | ????                        |
| 278               | Струтинський Валентин Григорович                      | 23.11.1971        | 21.09.2008                  |
| 279               | Сухомозький (Сухомозський) Микола Михайлович          | 23.10.2012        | 09.08.2023                  |
| 280               | Талалай Леонід Миколайович                            | 11.05.1967        | 19.06.2012                  |
| 281               | Танюк Лесь Степанович                                 | 05.06.1989        | 18.03.2016                  |
| 282               | Тарнавський Валентин Володимирович                    | 15.04.1983        | 30.06.2008                  |
| 283               | Тендюк Леонід Михайлович                              | 09.06.1964        | 12.07.2012                  |
| 284               | Терех Олександр Іванович                              | 29.12.1967        | 03.09.2013                  |
| 285               | Терещенко Роман Миколайович                           | 17.01.1995        | ??.??.????                  |
| 286               | Тимошенко Борис Олексійович                           | 26.05.1981        | >Київська ОО, восени 2014?  |
| 287               | Тищенко Валентин Миколайович                          | 05.11.1999        | ????                        |
| 288               | Тітов Юрій Миколайович                                | 04.04.2000        | 21.10.2020                  |
| 289               | Ткач Микола Михайлович                                | 15.04.1983        | 17.04.2019                  |
| 290               | Ткач Михайло Миколайович                              | 03.05.1957        | 03.04.2007                  |
| 291               | Ткаченко Всеволод Іванович                            | 16.01.1997        | 18.05.2018                  |
| 292               | Томенко Микола Данилович                              | 14.04.1972        | 29.08.2017                  |
| 293               | Туркевич Василь Дмитрович                             | 19.05.2011        | 19.01.2021                  |
| 294               | Ульяненко Олександр Станіславович                     | 05.02.1993        | 18.08.2010                  |
| 295               | Федотюк Петро Кузьмич                                 | 18.09.1984        | 07.08.2008                  |
| 296               | Фішбейн Мойсей                                        | 29.09.1994        | 25.05.2020                  |
| 297               | Фольварочний Василь Іванович                          | 05.03.1969        | 05.02.2022                  |
| 298               | Халимоненко Григорій Іванович                         | 14.12.1979        | 07.11.2023                  |
| 299               | Хоролець Лариса Іванівна                              | 16.03.1977        | 12.04.2022                  |
| 300               | Хорунжий Юрій Михайлович                              | 18.11.1977        | 04.12.2007                  |
| 301               | Цеков Юрій Іванович                                   | 25.05.1984        | 25.06.2021                  |
| 302               | Цілий Василь Павлович                                 | 22.01.1981        | ????                        |
| 303               | Ціпко Валентин Ілліч                                  | 14.12.1979        | ????                        |
| 304               | Цмокаленко Дмитро Гнатович                            | 07.06.1952        | 20.11.2007                  |
| 305               | Цушко Сергій Вікторович                               | 25.03.1997        | 10.06.2021                  |
| 306               | Чайковський Богдан Йосипович 1923-2006                | 1984              | 2006                        |
| 307               | Чалий Богдан Йосипович                                | 1948              | 20.05.2008                  |
| 308               | Чемерис Валентин Лукич                                | 30.09.1963        | 04.12.2016                  |
| 309               | Чепіга Володимир Захарович                            | 30.01.2001        | 20.04.2019                  |
| 310               | Череватенко Леонід Васильович                         | 17.01.1990        | 09.05.2014                  |
| 311               | Чередниченко Дмитро Семенович                         | 14.12.1979        | 28.08.2021                  |
| 312               | Черченко Наталія (Надія) Костянтинівна                | 10.11.1978        | ????                        |
| 313               | Чикирисов Юрій Семенович                              | 19.03.1991        | 20.09.2014                  |
| 314               | Чичканов Петро Миколайович                            | 08.10.1969        | 11.01.2008                  |
| 315               | Чмир Валерій Павлович                                 | 17.01.1990        | 22.04.2017                  |
| 316               | Чорногуз Олег Федорович                               | 19.12.1963        | 08.10.2022                  |
| 317               | Чубач Ганна Танасівна                                 | 16.03.1971        | 19.02.2019                  |
| 318               | Чуйко Володимир Лук'янович                            | 09.12.2002        | 28.05.2013                  |
| 319               | Шабатин Полікарп Юхимович                             | 22.11.1959        | 28.02.2007                  |
| 320               | Шанін Юрій Вадимович                                  | 11.1994           | 08.06.2005                  |
| 321               | Шарварок Олександр Юрійович                           | 18.09.1984        | 05.03.2019                  |
| 322               | Шаройко Василь Никифорович                            | 11.12.1984        | 14.12.2019                  |
| 323               | Шевченко Анатолій Якович                              | 29.05.1981        | 17.09.2012                  |
| 324               | Шевченко Віталій Федорович                            | 2012              | 19.09.2018                  |
| 325               | Шевчук Валерій Олександрович                          | 29.12.1967        | 06.05.2025                  |
| 326               | Шейко-Медведєва Неля Семенівна                        | 01.12.1987        | 16.11.2021                  |
| 327               | Шекера Ярослава Василівна                             | 11.12.2001        | 17.06.2019                  |
| 328               | Шлапак Борис Григорович                               | 21.11.2000        | влітку 2012                 |
| 329               | Шовкун Віктор Йосипович                               | 30.05.1983        | 22.11.2018                  |
| 330               | Шостак Микола Іванович                                | 25.03.1997        | 19.02.2007                  |
| 331               | Шпиталь Іван Григорович                               | 30.05.1983        | 13.05.2022                  |
| 332               | Штонь Григорій Максимович                             | 01.07.1982        | 23.10.2021                  |
| 333               | Шудря Микола Архипович                                | 16.01.1997        | 27.03.2012                  |
| 334               | Щегельський Антон Григорович                          | 29.05.2006        | 09.11.2020                  |
| 335               | Щербатих Станіслав Іванович (Тризубий Стас) 1948-2007 | НСПУ              | 24.01.2007                  |
| 336               | Югов (Остолопов) Володимир Трохимович                 | 26.12.1985        | 30.10.2010                  |
| 337               | Ющенко Олекса Якович                                  | 24.08.1944        | 27.12.2008                  |
| 338               | Ющук Іван Пилипович                                   | 21.10.1986        | 27.03.2021                  |
| 339               | Яворівський Володимир Олександрович                   | 16.03.1971        | 16.04.2021                  |
| 340               | Янченко Анатолій Якович                               | 30.05.1978        | 29.08.2014                  |
| 341               | Ярмиш Юрій Феодосійович                               | 30.09.1963        | 23.10.2013                  |
| 342               | Яровий Олександр Степанович                           | 23.01.1996        | 24.09.2018                  |
| 343               | Ячейкін Юрій Дмитрович                                | 29.12.1967        | 18.06.2013                  |

## Галерея

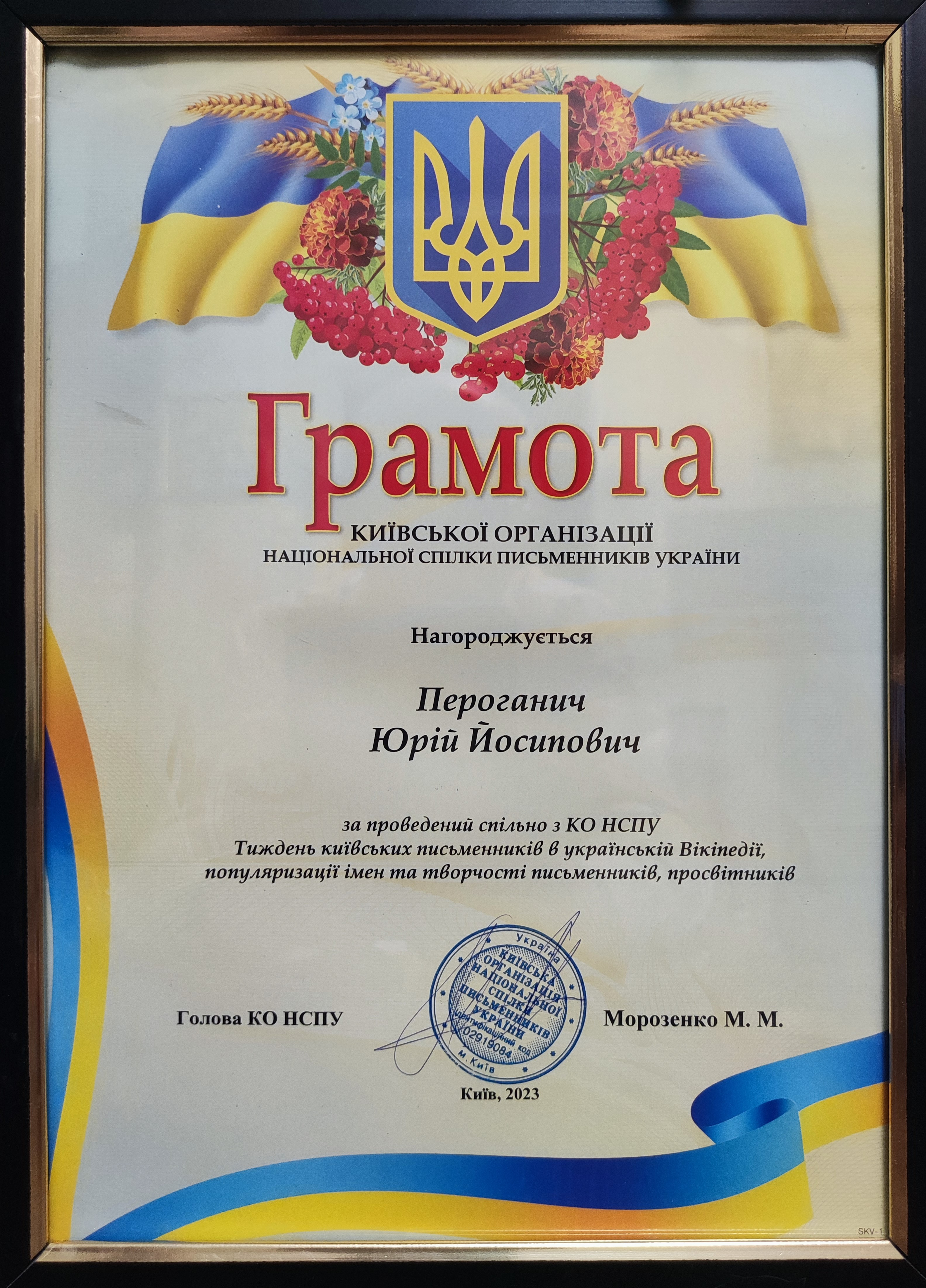
Грамота Київської організації НСПУ